# Copilia mediterranea
Copilia mediterranea är en kräftdjursart som först beskrevs av Claus 1863.  Copilia mediterranea ingår i släktet Copilia och familjen Sapphirinidae. Inga underarter finns listade i Catalogue of Life.